# Giuseppe de Majo
Giuseppe de Majo (Napoli, 5 dicembre 1697 – Napoli, 18 novembre 1771) è stato un compositore italiano, padre del compositore Gian Francesco de Majo.
Nel 1706, a nove anni, fu ammesso al Conservatorio della Pietà dei Turchini, dove studiò con Nicola Fago e Andrea Basso. Nel 1718 terminò gli studi e nel 1725 debuttò come operista al Teatro dei Fiorentini con l'opera buffa Lo finto laccheo. Il 9 maggio 1736 fu nominato organista soprannumerario della cappella reale napoletana e nell'agosto dell'anno successivo fu elevato a provicemaestro. Nel 1744 morì il maestro della cappella reale Leonardo Leo e quindi fu indetto con concorso per l'assegnazione della prestigiosa carica: alla competizione parteciparono oltre a de Majo, anche il suo vecchio maestro Nicola Fago, Nicola Porpora e Francesco Durante; la commissione era composta da Johann Adolf Hasse, Niccolò Jommelli, Giacomo Antonio Perti e Giovanni Battista Costanzi. La gara tuttavia fu disputata solo fra tre concorrenti, dato che Nicola Fago morì il giorno prima della competizione. Hasse era l'unico che fu favorevole a de Majo, ma grazie all'influenza della regina Maria Amalia, quest'ultimo riuscì ad ottenere l'ambito posto, che mantenne quasi sino alla morte. Durante l'esercizio di questo incarico tralascio l'ambiente teatrale per dedicarsi principalmente alla composizione di musica sacra.

## Lavori

### Opere
- Lo finto laccheo (commedia, 1725, Napoli)
- Lo vecchio avaro (commedia, libretto di Francesco Antonio Tullio, 1727, Napoli)
- La milorda (commedia, 1728, Napoli)
- Erminia (commedia, libretto di Bernardo Suddumene, basata su il poema Gerusalemme liberata di Torquato Tasso, 1729, Napoli)
- La baronessa, ovvero Gli equivoci (commedia, libretto di Bernardo Suddumene, 1729, Napoli)
- Egeria (favoletta, libretto di G. Torriani, 1732, Napoli)
- Arianna e Teseo (opera seria, libretto di Pietro Pariati, 1747, Teatro San Carlo di Napoli con Giovanna Astrua e Gaetano Majorano)
- Il sogno d'Olimpia (serenata, libretto di Ranieri de' Calzabigi, basato sul poema Orlando furioso di Ludovico Ariosto, 1747, Napoli)
- Semiramide riconosciuta (opera seria, libretto di Pietro Metastasio, 1751 al Teatro San Carlo di Napoli)
- Il napolitano nelli fiorentini (farsa)

### Altri lavori
- Concerto per 2 violini (1726)
- Audite coeli per 2 cori (1732)
- Dixit per 8 voci
- Agata (oratorio per 4 voci e coro, 1752, Gallipoli)
- Mottetto per l'anime del Purgatorio per 5 voci e orchestra (1754)
- Salve regina per soprano e strumenti
- Kyrie e Gloria per 5 voci e strumenti
- 6 cantate